# Cicurina sierra
Espèce
Cicurina sierra est une espèce d'araignées aranéomorphes de la famille des Cicurinidae.

## Distribution
Cette espèce est endémique de Californie aux États-Unis,. Elle se rencontre dans la Sierra Nevada.

## Description
Les mâles mesurent de 3,60 à 5,65 mm et les femelles de 3,70 à 4,70 mm.

## Systématique et taxinomie
Cette espèce a été décrite par Chamberlin et Ivie en 1940.

## Étymologie
Son nom d'espèce lui a été donné en référence au lieu de sa découverte, la Sierra Nevada.

## Publication originale
- Chamberlin & Ivie, 1940 : « Agelenid spiders of the genus Cicurina. » Bulletin of the University of Utah, Biological Series, vol. 30, no 18, p. 1-108.